# Boulevard Carde
Le Boulevard Carde est une voie d'Abidjan en Côte d'Ivoire.

## Origine du nom
Elle rend honneur à Jules Carde, administrateur colonial français.